# 39th Avenue (metropolitana di New York)
39th Avenue, conosciuta anche con il nome di 39th Avenue-Beebe Avenue, è una fermata della metropolitana di New York, situata sulla linea BMT Astoria. Nel 2015 è stata utilizzata da 1 072 026 passeggeri.

## Storia
La stazione venne aperta il 1º febbraio 1917 insieme al resto della linea BMT Astoria, all'epoca diramazione della linea IRT Queensboro che oggi è nota come linea IRT Flushing. Nel 1949, insieme alle altre stazioni della linea, fu sottoposta ad una serie di lavori per permettere il passaggio del materiale rotabile della Brooklyn-Manhattan Transit Corporation, più largo di quello dell'Interborough Rapid Transit Company, che operava in precedenza sulla linea.

## Strutture e impianti
39th Avenue è una fermata di superficie con tre binari e due banchine laterali, come le altre fermate della linea. Il binario centrale espresso non viene utilizzato per il servizio passeggeri, ma è regolarmente usato per altri scopi dal 2002.
Su entrambe le banchine sono posizionate due scale che portano al mezzanino, una struttura in legno posta sotto il piano binari, dove si trovano i tornelli e un'edicola. Fuori dai tornelli sono presenti le due scale che scendono al livello stradale, presso l'incrocio tra 39th Avenue e 31st Street.

## Movimento
La stazione è servita dai treni di due services della metropolitana di New York:
- Linea N Broadway Express, sempre attiva;[6]
- Linea W Broadway Local, attiva solo nei giorni feriali esclusa la notte.[7]

## Interscambi
La stazione è servita da diverse autolinee gestite da MTA Bus.
- Fermata autobus